# Muddy Waters Sings "Big Bill"
Muddy Waters Sings "Big Bill" è il primo album in studio del musicista statunitense Muddy Waters, pubblicato nel 1960. Esso include canzoni dell'artista blues Big Bill Broonzy.

## Tracce
1. Tell Me Baby – 2:15
2. Southbound Train – 2:51
3. When I Get to Thinking – 3:05
4. Just a Dream (On My Mind) – 2:30
5. Double Trouble – 2:44
6. I Feel So Good – 2:53
7. I Done Got Wise – 2:56
8. Mopper's Blues – 2:51
9. Lonesome Road Blues – 3:01
10. Hey, Hey – 2:41

## Formazione
- Muddy Waters – voce, chitarra
- James Cotton – armonica
- Otis Spann – piano
- Pat Hare – chitarra
- Andrew Stephenson – basso
- Francis Clay – batteria